# Siemysłów
Siemysłów (deutsch Steinersdorf) ist eine Ortschaft in Niederschlesien. Der Ort liegt in der Gmina Domaszowice im Powiat Namysłowski in der Woiwodschaft Opole in Polen.

## Geographie

### Geographische Lage
Das Straßendorf Siemysłów liegt fünf Kilometer südwestlich des Gemeindesitzes Domaszowice (Noldau), 16 Kilometer südöstlich der Kreisstadt Namysłów (Namslau) sowie 50 Kilometer nördlich der Woiwodschaftshauptstadt Opole (Oppeln). Der Ort liegt in der Nizina Śląska (Schlesische Tiefebene) innerhalb der Równina Oleśnicka (Oelser Ebene). Der Ort ist umgeben von weitläufigen Waldgebieten.

### Ortsteile
Ortsteile von Siemysłów sind die Weiler Wielka Kolonia (Johannsdorf) und Wygoda (Friedenau).

### Nachbarorte
Nachbarorte von Siemysłów sind im Nordosten der Gemeindesitz Domaszowice (Noldau) und im Süden Starościn (Sterzendorf).

## Geschichte

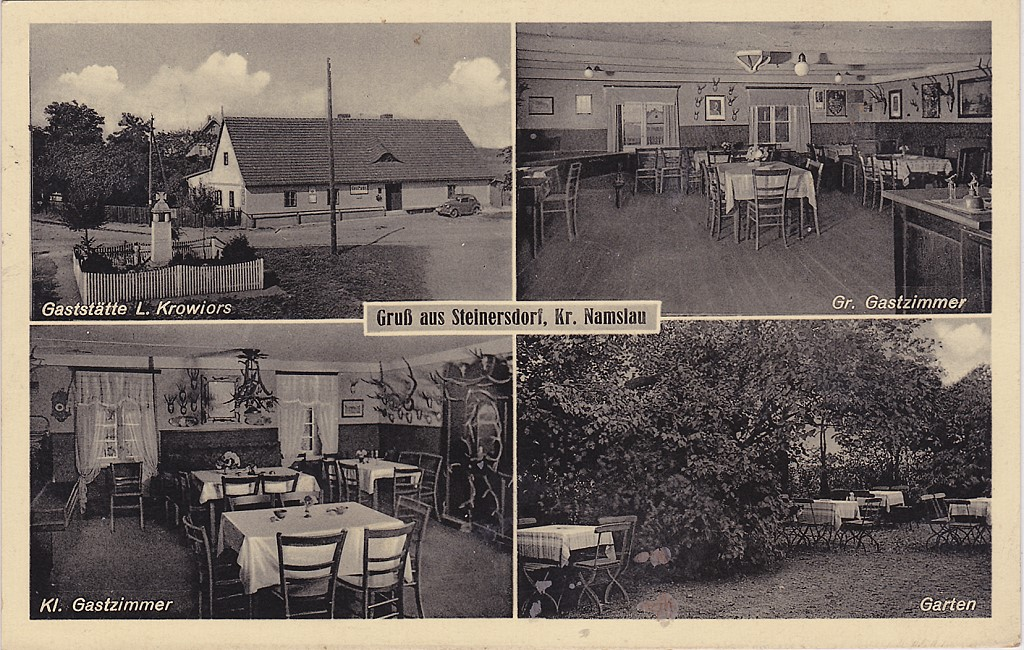
Steinersdorf 1937

In dem Werk  Liber fundationis episcopatus Vratislaviensis aus den Jahren 1295–1305 wird der Ort erstmals als Symislow erwähnt. 1336 erfolgte die Erwähnung als Steinersdorf, 1353 wiederum als Steynerdorff. 1353 wurde erstmals eine Kirche im Ort erwähnt.
1525 wurde das Dorf im Zuge der Reformation protestantisch. 1654 wurde Steinersdorf rekatholisiert. 1678 entstand in Ober-Steinersdorf eine hölzerne Kirche. Nach dem Ersten Schlesischen Krieg 1742 fiel Steinersdorf mit dem größten Teil Schlesiens an Preußen. 1795 zählte Groß-Steinersdorf ein Herrenhaus, eine Schule, zwei Wirtshäuser, 1 Knecht und 8 Häusler. Im gleichen Jahr zählte Klein-Steinersdorf einen Gutshof, einen Schafstall, 6 Bauernhöfe, 6 Knechte und 52 Einwohnern.
Nach der Neuorganisation der Provinz Schlesien gehörte die Landgemeinde Steinersdorf ab 1816 zum Landkreis Namslau im Regierungsbezirk Breslau. 1824 wurde die katholische Allerheiligenkirche neu erbaut. 1845 teilte sich der Ort in zwei Ortsteile auf, Groß- und Klein-Steinersdorf. 1845 bestanden im in Groß-Steinersdorf eine Freischoltisei, ein Vorwerk, ein Schloss, eine katholische Kirche, eine katholische Schule und 34 Häuser. Im gleichen Jahr lebten in Steinersdorf 291 Menschen, davon 131 evangelisch und zwei jüdisch. Klein-Steinersdorf zählte 1845 ein Vorwerk und 31 Häuser. Im gleichen Jahr lebten 247 Menschen, davon 121 evangelisch und 3 jüdisch, in Klein-Steinersdorf. 1874 wurde der Amtsbezirk Sterzendorf gegründet, welcher die Landgemeinden Friedrichsberg, Groß Steinersdorf, Johannsdorf, Klein Steinersdorf und Sterzendorf und die Gutsbezirke Groß Steinersdorf, Klein Steinersdorf und Sterzendorf umfasste. Am 9. Dezember 1898 wurden Groß- und Klein-Steinersdorf zur Landgemeinde Steinersdorf zusammengeschlossen.
Bei der Volksabstimmung in Oberschlesien am 20. März 1921, bei welcher auch ein kleiner Teil Niederschlesiens miteingeschlossen wurde, stimmten in Steinersdorf 551 Wahlberechtigte für einen Verbleib bei Deutschland und 14 für Polen. Steinersdorf verblieb beim Deutschen Reich. 1933 zählte Steinersdorf 689 Einwohner. Am 1. April 1937 wurden die Orte Johanndorf und Friedrichsberg nach Steinersdorf eingemeindet. 1939 zählte der Ort 698 Einwohner. Bis 1945 gehörte der Ort zum Landkreis Namslau. Am 20. Januar 1945 wurde Steinersdorf von der Roten Armee eingenommen.
Als Folge des Zweiten Weltkrieges kam der Ort 1945 an Polen, wurde in Siemysłów umbenannt und der Woiwodschaft Schlesien angeschlossen. 1950 wurde Siemysłów der Woiwodschaft Opole zugeteilt. 1999 wurde es Teil des wiedergegründeten Powiat Namysłowski.

## Sehenswürdigkeiten

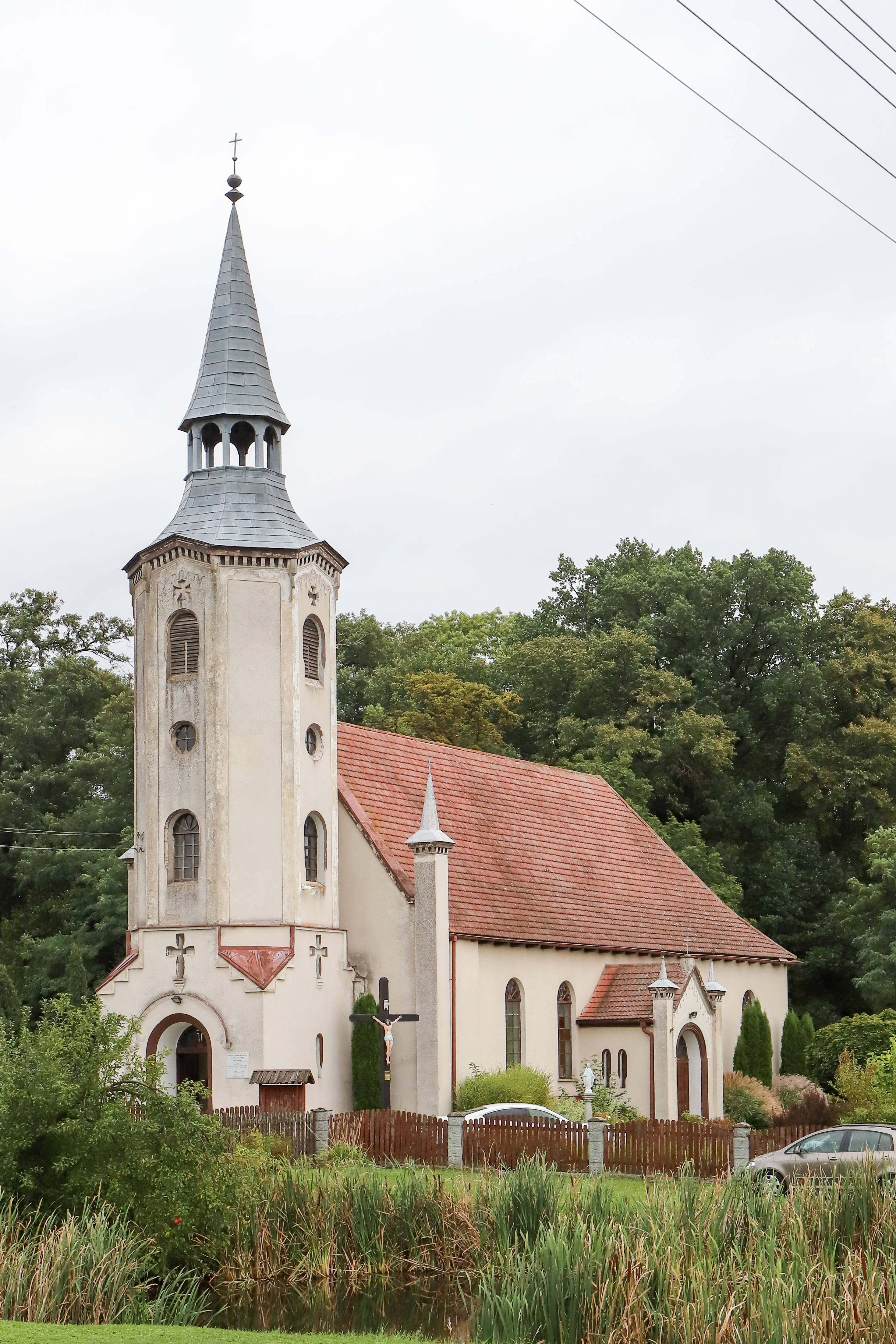
Die Mariä-Geburt-Kirche

- Die römisch-katholische Mariä-Geburt-Kirche (poln. Kościół Narodzenia NMP) wurde 1353 erstmals erwähnt. 1678 entstand ein hölzerner Bau in den Maßen von 22×12 Ellen. 1824 wurde der hölzerne Bau abgerissen und eine neue steinerne Kirche, welche Allerheiligen geweiht war, errichtet. 1936 wurde der Kirchenbau erweitert. Bei einem Brand 1989 im Kirchenschiff wurden zahlreiche Inneneinrichtungsgegenstände zerstört. Diese stammten teilweise noch aus dem 18. Jahrhundert, darunter ein hölzerner Barockaltar und die barocke Orgel. 1990 wurde die Kirche wieder aufgebaut.[4] Der Kirchenbau steht seit 1966 unter Denkmalschutz.[8]
- Steinernes Wegekreuz

## Vereine
- Freiwillige Feuerwehr OSP Siemysłów